# Prada

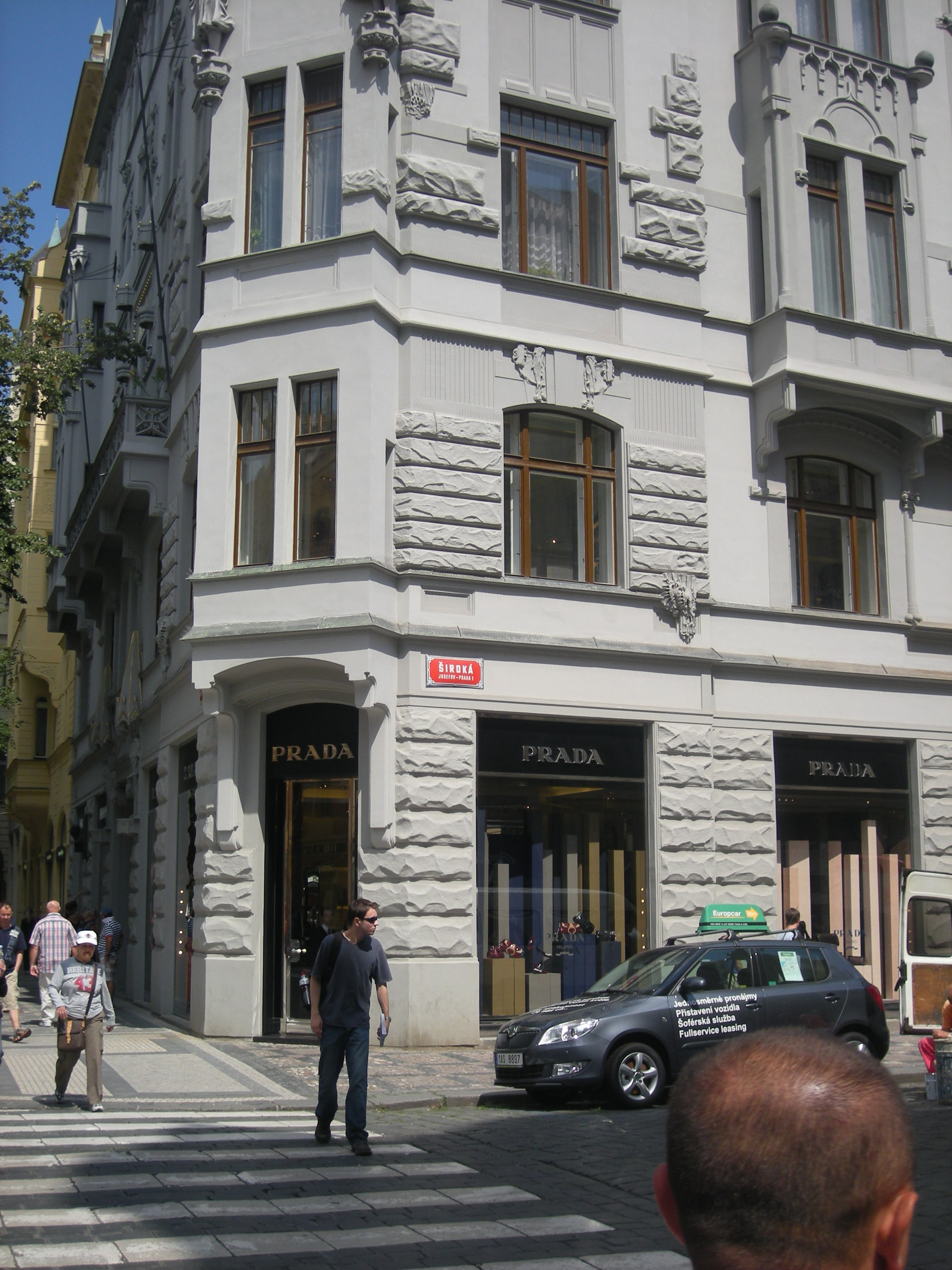
Prodejna Prada v Pařížské ulici v Praze

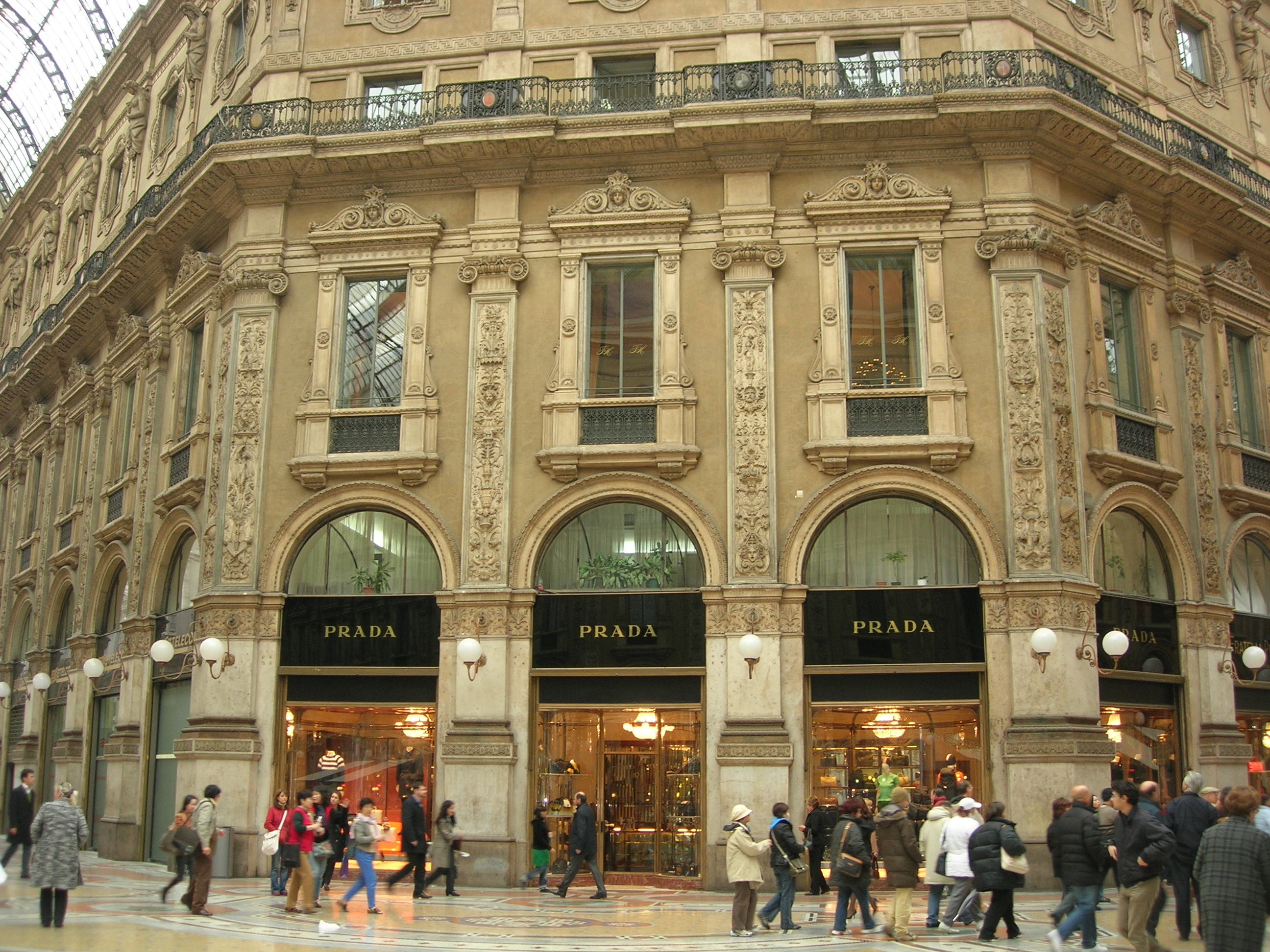
Prodejna Prada v Miláně

Prada S. p. A. (starší název Fratelli Prada) je italský módní obchod, který založili v Miláně v roce 1913 Mario a Martino Pradové. V začátcích prodával jejich italský butik pouze luxusní kožené zboží a doplňky.
Značku celosvětově uvedla ve všeobecnou známost až zakladatelova vnučka Miuccia Prada, která zdědila upadající podnik v roce 1978. Miuccia se začala věnovat navrhování módních kolekcí a její manžel Patrizio Bertelli převzal vedení podniku. V současnosti je firma Prada považována za jednu z nejvlivnějších společností v módním průmyslu. Vlastní 250 obchodů v 65 zemích světa.

## Architektura
Prada spolupracuje se známými architekty, nejvýznamněji s architektem Remem Koolhaasem a kanceláří Herzog & de Meuron, kteří navrhují firemní prodejny v různých částech světa.

## Prada v populární kultuře
- Román Ďábel nosí Pradu napsala v roce 2003 Luren Weisbergerová, pojednává o sebestředné a ješitné šéfce, která nosí značkové oblečení, jako například Pradu.
- Americký film Ďábel nosí Pradu z roku 2006 je založen na tomto románu, hlavní roli ješitné a sebestředné šéfové hraje Meryl Streepová a roli její asistentky, která se v průběhu změní z ošklivého kačátka na dokonalou mladou dámu vyznávající se v módě, hraje Anne Hathawayová.
- Ďábel nenosí Pradu je také jedna z epizod seriálu Simpsonovi.
- Značka Prada je zmíněna také v americké komedii Pravá blondýnka z roku 2001: "Nedupej mi tady těma loňskejma křuskama od Prády," uzemní hlavní hrdinku skrytý gay ve scéně odehrávající se v soudní budově.